# Thénia
Thénia är en ort i Algeriet.   Den ligger i provinsen Boumerdès, i den norra delen av landet, 50 km öster om huvudstaden Alger. Thenia ligger 148 meter över havet och antalet invånare är 16 180.
Terrängen runt Thenia är lite kuperad. Runt Thenia är det tätbefolkat, med 331 invånare per kvadratkilometer. Närmaste större samhälle är Boumerdès, 8,4 km nordväst om Thenia. Trakten runt Thenia består till största delen av jordbruksmark.